# Zadworze (rejon lachowicki)
Zadworze (biał. Задвор’е; ros. Задворье) – wieś na Białorusi, w obwodzie brzeskim, w rejonie lachowickim, w sielsowiecie Olchowce, przy ujściu Wiedźmy do Szczary.

## Historia
W dwudziestoleciu międzywojennym leżało w Polsce, w województwie nowogródzkim, w powiecie baranowickim, w gminie Lachowicze. W 1921 miejscowość liczyła 64 mieszkańców, zamieszkałych w 16 budynkach, w tym 58 Polaków i 6 Białorusinów. Wszyscy mieszkańcy byli wyznania prawosławnego.
Po II wojnie światowej w granicach Związku Sowieckiego. Od 1991 w niepodległej Białorusi.